# Tumpeng

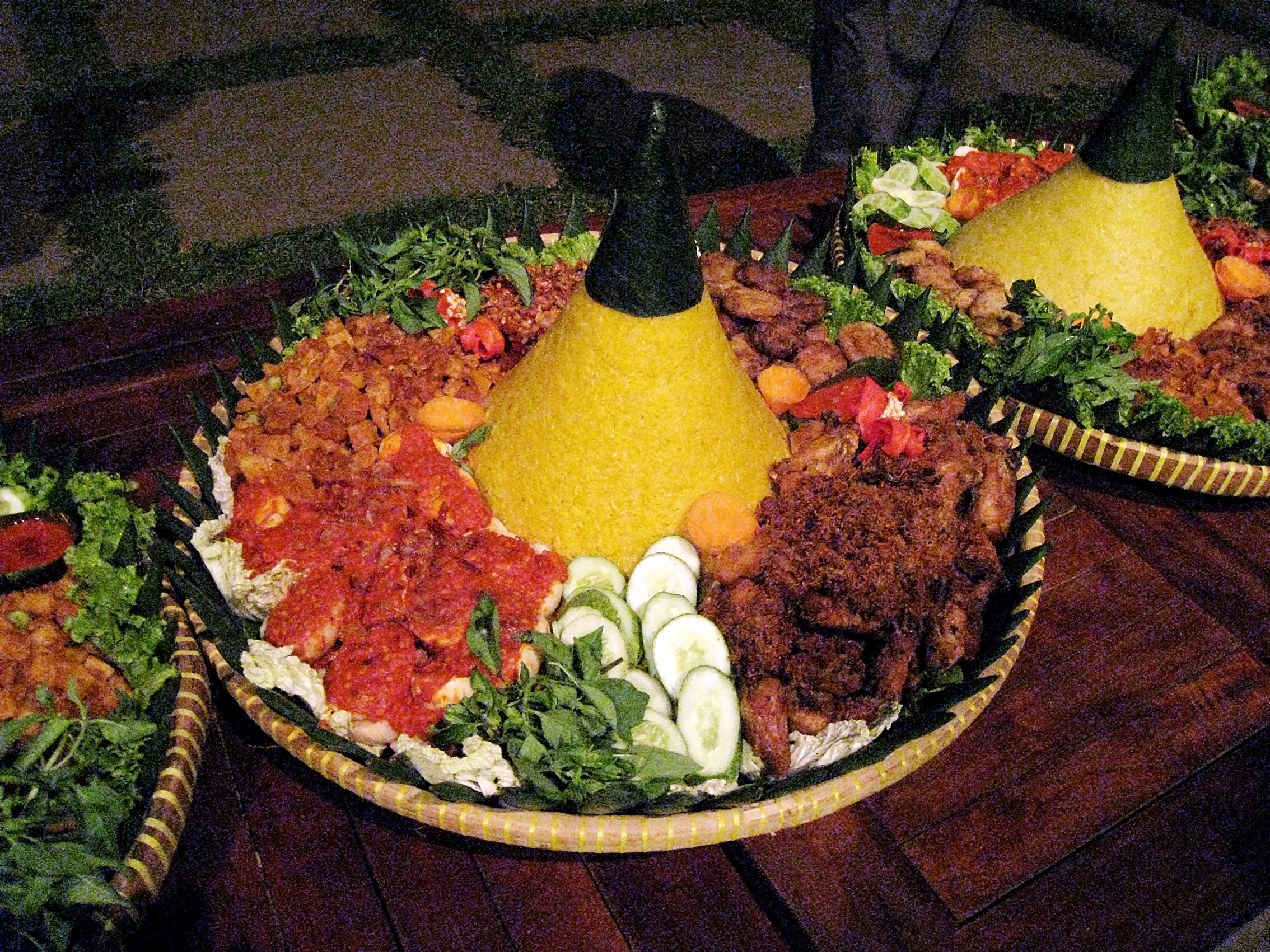
Les tumpeng.

Le tumpeng est un plat indonésien, consistant en un cône de riz accompagné de légumes, viandes et divers condiments. Il est traditionnellement présenté lors d'un selamatan, repas cérémoniel destiné à célébrer un événement. Le riz est coloré de jaune avec du kunyit ou curcuma.